# Субмаринні води

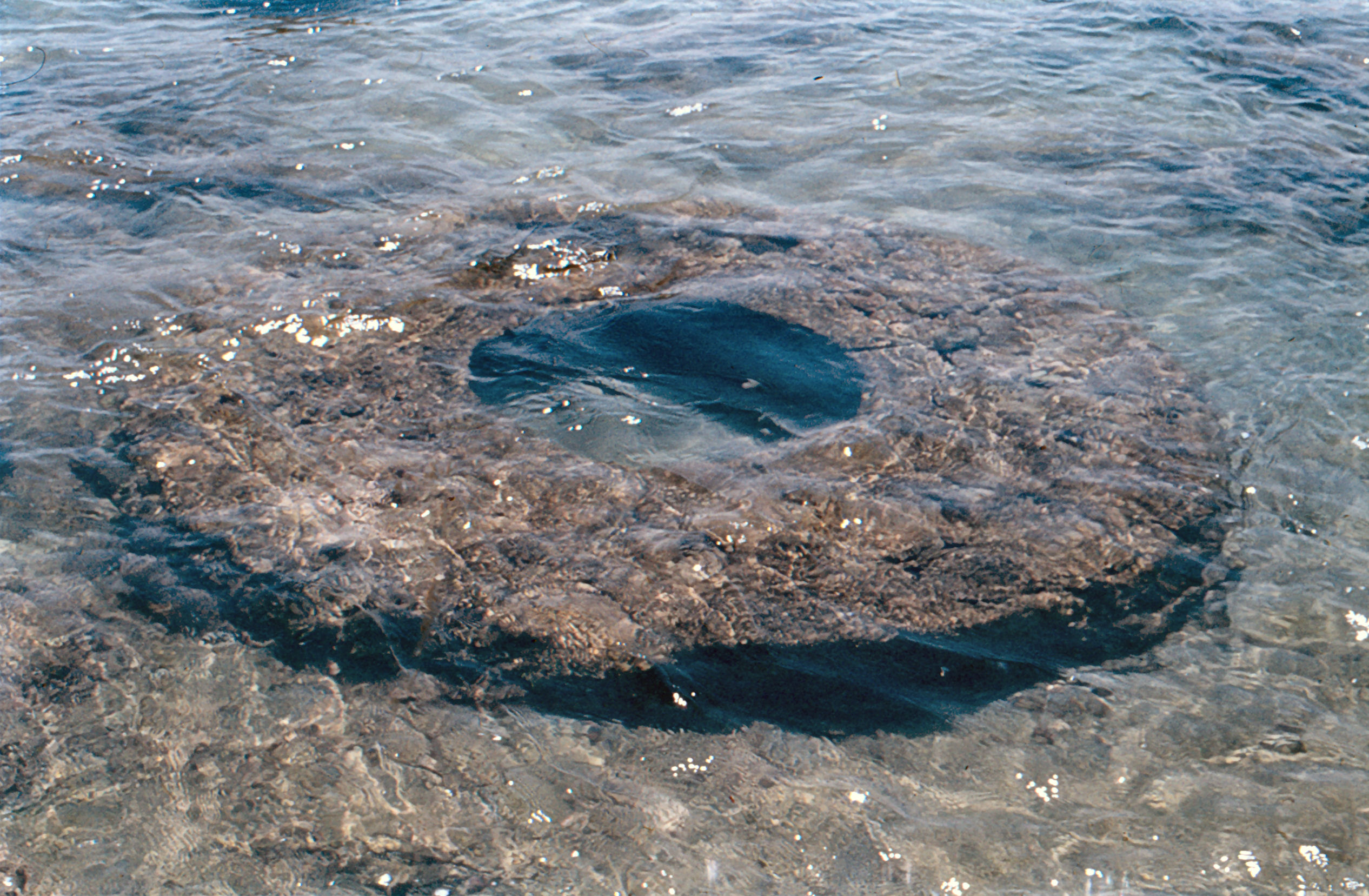
Підводне джерело.

Субмаринні води — підземні води, що містяться у відкладах морського та океанічного дна.
Системи гідрогеологічних структур дна окраїнних морів у більшості випадків являють собою субмаринні артезіанські басейни. Їхню основу складають субмаринні та прибережно-шельфові артезіанські басейни з гідрогеологічним розрізом континентального типу. У субмаринних басейнах водоносні горизонти з прісними і слабосолонуватими водами нерідко залягають під верхніми водоносними горизонтами із солоними водами. Розташовані субмаринні басейни між складчастими областями.

## Основні типи субмаринних систем

### Субмаринні води, що мають водообмін з континентами
Ці системи є субмаринними частинами континентальних гідрогеологічних резервуарів, тобто є перехідним різновидом, і охоплюють прибережні шельфові зони та материкові схили крупних акваторій. У прибережній та шельфовій зонах розвантаження підземного стоку здійснюється через субмаринні джерела пластового типу в закарстованих та тріщинуватих породах, часто розосередженим шляхом, у проникних рихлих відкладах або у вигляді перетікання через слабопроникні донні осади. Значна частина підземного стоку із суші в моря та океани широким фронтом фільтрується вздовж берегової лінії і приникає в межі шельфу на різних відстанях при вклинюванні водоносних горизонтів. Материкові схили вивчені значно гірше шельфів. Але можливість розвантаження в них вод, які поступають із суші, підтверджується даними морського буріння на значному віддаленні від берега. При дослідженнях мінералізація у водах відмічалась 0,7 – 1,5 г/дм3. підземний водообмін уші та моря не обмежується рухом води з континентів в море і розвантаженням на його дні. спостерігається і зворотний рух морських вод у відклади суші і їх розвантаження на поверхню. Значні коливання рівнів морів і океанів призводять до циклічності підземного стоку із суші в море і з моря на сушу. За рахунок живлення морськими водами функціонує багато солоних джерел узбереж. Вважається, що у формуванні берегових парогідротерм активну участь беруть морські води, які підсмоктуються за рахунок парліфту (закипання термальних вод при зниженні гідростатичного тиску). Мілководні внутрішні моря практично в межах всієї акваторії перебувають під впливом материкових вод, які беруть участь в загальному кругообігу води. Скоріш за все, підземні води витрачаються шляхом висхідної фільтрації та наступного розвантаження через дно в море. Найбільш ймовірними каналами такого розвантаження є зони крупних регіональних розломів.

### Субмаринні води, не пов’язані з континентами
У всіх океанах континентальне підніжжя та глибоководні жолоби поступово змінюються плоскими абісальними рівнинами (за назвою специфічної абісальної фауни, що живе в океанах на глибині понад 3 км, при постійній температурі, солоності води та тиску). Ці абісальні простори мають ізометричну форму і дуже великі розміри ( поперечнику) до декількох тисяч кілометрів. Глибина океану тут досягає 5-6 км. Типовий розріз океанічної кори має такий вигляд.
Верхня осадова товща дна океану складається з глинистих, кременистих шарів і карбонатних мулів, які чергуються між собою. Розріз витриманий за площею, а потужність товщі рідко перевищує 1 км.
Фундаментом є базальтовий шар потужністю близько 2 км, а нижче простежується шар потужністю до 6 км, який складений серпентинітами. Основною особливістю глибоководної частини ложа океанів є відсутність гранітового шару, що обумовлює невелику потужність океанічної кори порівняно з континентальною. На жаль, у гідрогеологічному відношенні глибинні субмаринні водоносні системи зовсім не вивчені. Вони характеризуються специфічними умовами формування підземних вод в осадовій товщі, яка зазнає, з одного боку, значний тиск стовпа океанічної води, а з іншого – охолоджуючий вплив цієї води, що поширюється до глибини 2-3 км. Разом з тим, не викликає сумніву седиментаційна природа таких водоносних систем, які характеризуються елізійним режимом. У верхніх частина води представлені забороненими водами океану. У більш глибоких шарах ущільнених осадів розповсюджені води, віджаті з глинистих шарів і прошарків. Вважається, що в таких умовах активна латеральна міграція седиментаційних вод неможлива, тому що переважає вертикальна фільтрація, яка забезпечує постійний взаємозв’язок із водами океану. У результаті вертикальної фільтрації (як низхідної, так і висхідної) та дифузійного переносу речовини за геологічний час відбувається вирівнювання концентрації пластових та океанічних вод; дуже близьким, хоча і не за всіма компонентами, стає склад тих та інших. Можливо цей ефект властивий лише верхнім частинам розрізу субмаринних водоносних систем. Шар серпентинітів утворюється при гідратації океанічної кори по всій довжині шляхом зв’язування виділеної з мантії ювенільної води.

### Субмаринні гідротермальні води
Субмаринними гідротермальними системами називають геологічні структури на дні океанів та морів, де активно проявляються гідротермальна діяльність, пов’язана з аномально високим привнесенням тепла із земних надр текучим теплоносієм. Постачальником тепла з глибин передбачається висхідний потік гарячого водного флюїду. Особливості формування підводних гідротермальних систем пояснюється новою глобальною тектонікою: від рифтових зон в обидва боки під дією конвекційних течій, які діють подібно стрічці конвеєра, океанічні плити розсовуються (спредінг) та по краю океану на межі з континентальною корою заглиблюються на глибину до 120 км під континентальні плити. Субмаринні гідротермальні системи, на відміну від континентальних, не пов’язані з атмосферою. Вони перекриті товщею морських (океанічних) вод. За геологічною будовою, гідродинамічними та гідрохімічними особливостями виділяється два типи субмаринних гідротермальних систем:
- системи глибоководних жолобів;
- системи океанічних і морських рифтів.

#### Системи глибоководних жолобів
Вузьких та глибоких ровів на дні океанів, які простягаються поблизу їхньої берегової лінії і часто оконтурюються острівні дуги. Ці гідротермальні системи формуються в зоні заглиблення океанічної кори (зони Беньофа-Заварицького) в результаті дегідратації океанічної кори, яка занурюється та взаємодії з речовиною мантії. Океанічна кора складається з шару осадових порід, що містять у собі воду океанічного походження у вільному та зв’язаному вигляді, шар базальту та серпентинітів, який містить велику кількість води ювенільного походження. Водообмін у гідротермальних система глибоководних жолобів дуже складний. У ньому беруть участь флюїдні потоки мантії, відроджені води з океанічної кори, води океану, а також води континентальної кори.

#### Системи океанічних та морських рифтів
Приурочені до серединно-океанічних хребтів або континентальних зон розтягування. Вони характеризуються розвантаженням глибинних вод. Океанічні рифти являють собою специфічні субмаринні гідротермальні системи. Про це свідчать дуже високі значення теплового потоку, широкий розвиток підводного та надводного вулканізму, субмаринні виходи гідротерм і наявність гідротермальнозмінених порід у таких зонах. Слід зазначити, що у рифтових зонах серединно-океанічних хребтів Землі підводна вулканічна діяльність вчетверо потужніша, ніж така ж на суші. Дія гарячих мінералізованих вод у рифтових зонах дуже активна.